# Kingsclere
Kingsclere – wieś w Anglii, w hrabstwie Hampshire, w dystrykcie Basingstoke and Deane. Leży 31 km na północ od miasta Winchester i 81 km na zachód od Londynu. W 2001 miejscowość liczyła 3396 mieszkańców.